# Liturgia chrześcijańska

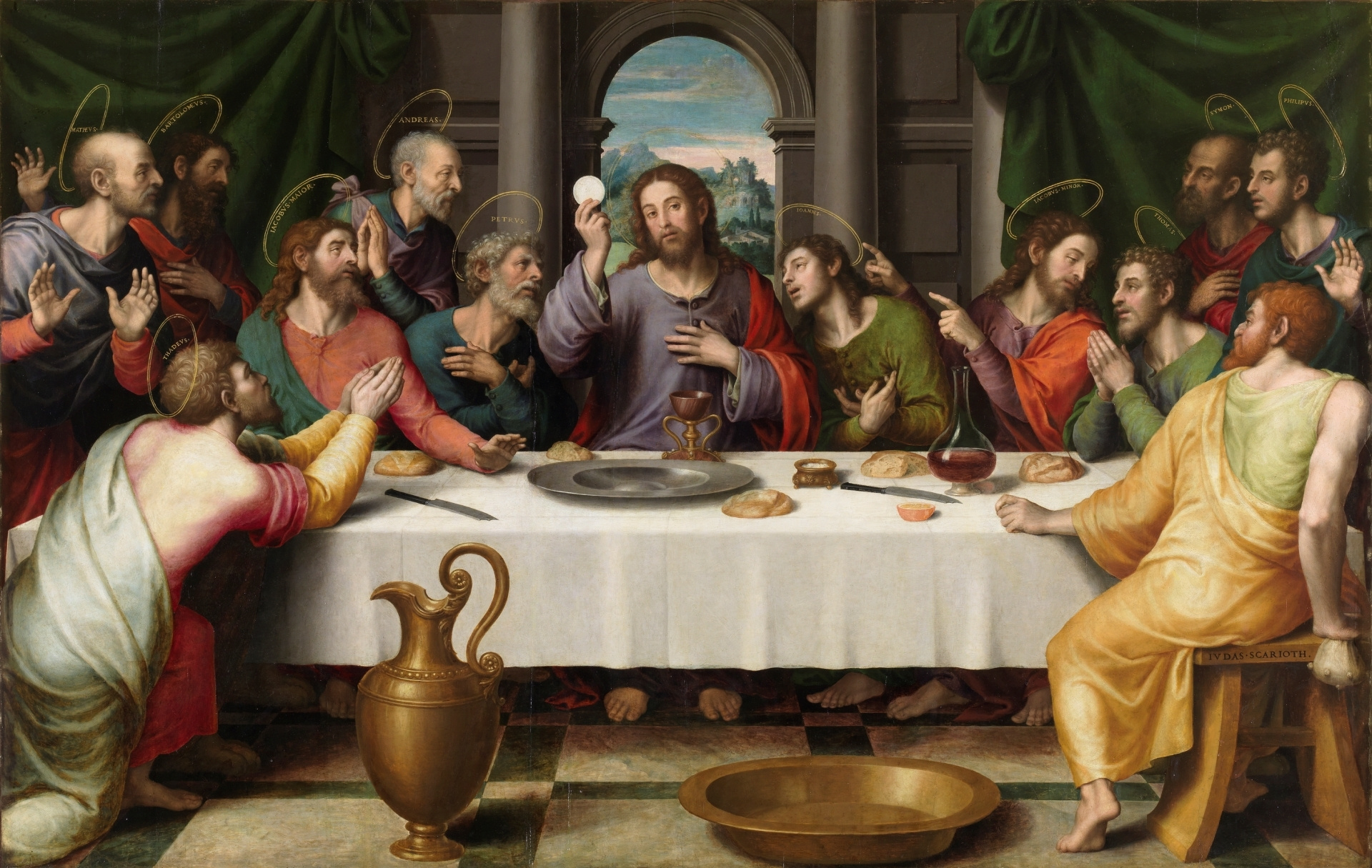
Ostatnia Wieczerza znajduje się u początków liturgii chrześcijańskiej.

Liturgia chrześcijańska – liturgia sprawowana w kościelnych wspólnotach chrześcijańskich. Od najdawniejszych czasów wyrażała się w słuchaniu Słowa Bożego i modlitewnej odpowiedzi na to Słowo w postaci błogosławieństw, uwielbienia i próśb. Jej szczytem jest Eucharystia, zwłaszcza w Kościołach głównego nurtu, jak Katolicyzm, Prawosławie i Kościoły orientalne. Od początku też chrześcijanie modlili się codziennie liturgią uświęcającą czas dnia i nocy, zwaną Liturgią godzin. Liturgia chrześcijańska sprawowana jest, by uobecnić śmierć i zmartwychwstanie Chrystusa, czyli misterium paschalne będące zwieńczeniem historii zbawienia oraz budować komunię, wspólnotę wiernych. Jest celebrowana przez całe zgromadzenie, choć szczególne role są na ogół zarezerwowane dla osób specjalnie wyświęconych. Istnieją obrządki liturgiczne przygotowane na najważniejsze święta kościelne (rok liturgiczny). Formą i znaczeniem teologicznym liturgii zajmuje się liturgika.

## Definicje
W potocznej grece starożytnej, słowo leiturgia podobnie jak czasownik leiturgeo było złożeniem dwóch słów: ergon, oznaczający służbę oraz leitos (laos) oznaczający lud. W miastach-państwach greckich słowo to odnosiło się początkowo do posług nieodpłatnych na rzecz społeczeństwa, np. w Atenach na przełomie IV i V wieku liturgią nazywano kontrybucje pieniężne obywateli na rzecz dobra publicznego, a z czasem także podatki. W greckim przekładzie Biblii Starego Testamentu Septuagincie słowo leiturgia zostało użyte najczęściej, by przetłumaczyć hebrajskie słowo aboda, określające modlitwę konsekrującą przy składaniu ofiary. Odnosiło się do czynności kapłanów i lewitów.
Według definicji Louisa Bouyera – która kładzie akcent na Słowie Bożym, ale uwzględnia także takie istotne elementy jak posługa apostolska, zgromadzenie Ludu Bożego, ofiara Eucharystyczna i Nowe Przymierze – liturgia chrześcijańska to:

Spotkanie Ludu Bożego zwołanego Słowem Bożym na zgromadzenie poprzez posługę apostolską, aby Lud, świadomie zjednoczony, mógł słuchać tegoż Słowa Bożego w Chrystusie, mógł przylgnąć do tego Słowa poprzez modlitwę i uwielbienie, pośród których Słowo jest głoszone, i w ten sposób przypieczętować przez ofiarę eucharystyczną Przymierze, które dokonuje się przez to samo Słowo.

Ze względu na bogactwo aspektów liturgii chrześcijańskiej powstały liczne definicje; wśród nich można wyróżnić cztery grupy:
- Definicja opisowa – „Liturgia jest zbiorem symboli, śpiewów i czynności, przy pomocy których Kościół wyraża i manifestuje swoją cześć wobec Boga” (Prosper Guéranger, XIX w.)
- Definicja instytucjonalna – „Liturgia jest publicznym, prawnie ustalonym kultem Kościoła, który jest wykonywany przez specjalnie wybranych i prawnie upoważnionych przedstawicieli” (Romano Guardini, I poł. XX w.)
- Definicja teologiczna – „Liturgia to misterium Chrystusa i Kościoła” (Odo Casel, I poł. XX w.)
- Definicja pełna – „Czynność kapłańska Chrystusa kontynuowana w i przez Kościół pod wpływem Ducha Św., poprzez którą On aktualizuje swoje uświęcające dzieło przez skuteczne znaki spełniające w ten sposób doskonały kult dla Boga i komunikując ludziom zbawienie”. (Ibanez, na podstawie II soboru watykańskiego)

## Historia liturgii
Od początku jej istnienia liturgię chrześcijańską kształtowały:
1. zmiany teologiczne
2. zmiany społeczne
3. Zmiany kulturalne[3]

### Starotestamentalne korzenie liturgii chrześcijańskiej
U początków historii liturgii judeo-chrześcijańskiej biblijne księgi Rodzaju oraz Wyjścia stawiają dwa wydarzenia: po pierwsze, ofiarę Abrahama z jego syna Izaaka zamienioną w ofiarę baranka znalezionego w pobliskim krzewie (Rdz 22); po drugie, ustanowienie liturgii paschalnej po wyjściu z Egiptu (Wj 12).
Patriarcha Abraham ofiarował Bogu baranka, którego od Boga otrzymał. Jak głosi modlitwa Kanonu rzymskiego: z otrzymanych od Ciebie darów (łac. de tuis donis ac datis). Zarówno baranek, jak i sam Izaak był zapowiedzią prawdziwego Baranka Bożego, Jezusa Chrystusa, wskazanego przez Jana Chrzciciela (por. J 1,29). Księga Apokalipsy ukazuje go jako centrum liturgii niebiańskej (por. Ap 5,12nn).
Drugim wydarzeniem było święto Pesach. W ustanowieniu liturgii paschalnej po cudownym wyjściu z niewoli Egiptu zostały dane Izraelowi zasady ofiarowania baranka paschalnego, jako centrum roku liturgicznego i jako pamiątka wiary. Baranek bowiem jest rozumiany jako ofiara odkupieńcza, dzięki której Izraelici zostali zachowani od śmierci ich pierworodnych. Pierworodni synowie Narodu Wybranego byli zapowiedzią Pierworodnego Syna Bożego, Jezusa Chrystusa. Ewangelista Łukasz kładł wielki nacisk na przedstawienie Jezusa Chrystusa jako dziecko pierworodne (por. Łk 2,7), a listy więzienne Pawła przestawiały Chrystusa jako „pierworodnego wobec wszelkiego stworzenia” (por. Kol 1,15). Według Ewangelii, Jezus faktycznie doprowadził kult żydowski do jego wypełnienia. W momencie Jego śmierci zasłona w Świątyni się rozdarła (por. Mk 15,38 i paralel.), jego mesjańskie Misterium paschalne ustanowiło kult „w duchu i prawdzie” (J 4,23).
Liturgia chrześcijańska zrodziła się wewnątrz żydowskich obrządków modlitewnych, paschalnych i szabasowych, była ona ich wypełnieniem – tak jak wypełnieniem Prawa oraz zapowiedzi i figur Starego Testamentu, był Jezus Chrystus (por. Mt 5,17). Czytania biblijne, homilia, śpiewanie psalmów i modlitwy wywodzące się z żydowskiego kultu synagogalnego przybrało chrześcijańską formę Liturgii Katechumenów.
Współcześnie – jak zwrócił uwagę Joseph Ratzinger – dość powszechnie błędnie przyjmuje się, że liturgia chrześcijańska, liturgia Nowego Przymierza zerwała zupełnie z tym, co symbolizowała Świątynia Jerozolimska, gdyż kult w niej sprawowany wraz z ofiarami miał być religią rytuału, czymś, co przeminęło wraz ze starym Prawem. Według tych teorii, wyłącznym modelem wyjściowym liturgii chrześcijańskiej miała być liturgia synagogalna jako rzekomo religia nauczania, stojąca w opozycji do kultu świątynnego. Tymczasem, jak wykazali uczeni skandynawscy, Louis Bouyer i in. jest to poważny błąd faktograficzny. Gdyż religia Słowa Izraela wyszła właśnie ze Świątyni, a z kolei, synagogi były i są urządzane tak, by przypominały i uobecniały Świątynię. M.in. w centrum umieszcza się Arkę, miejsce, gdzie przebywa chwała Boża (hebr. Szekina). Nastąpił oczywiście proces uduchowienia, świątynne ofiary ze zwierząt w synagodze są uobecniane przez modlitwy, które pierwotnie towarzyszyły tym ofiarom w Świątyni. Według J. Ratzingera, w wyniku głębszego zrozumienia liturgii żydowskiej i początków chrześcijaństwa trzeba uznać, że podobnie jak synagoga, także świątynia weszła w liturgię chrześcijańską.
Podstawowy archetyp liturgicznego zgromadzenia Nowego Testamentu można znaleźć w Starym Testamencie we wspólnocie Izraela zebranej na Synaju (por. Księga Wyjścia rozdziały 19-21,20 oraz 24). Dwanaście pokoleń Izraela zgromadziło się, by słuchać Słowa Bożego (Tory) i potwierdzić pragnienie wypełnienia go. W ten sposób zostało zawarte przymierze między Bogiem a ludem wybranym, przypieczętowane ofiarą biesiadną, ofiarą pokoju. Były jeszcze dwa takie zgromadzenia w momentach zwrotnych historii Izraela: w czasie odnowienia przymierza za króla Jozjasza (650-509 r.) opisane w 2 Księdze Królewskiej 23 oraz w V wieku, po Niewoli babilońskiej za Nehemiasza (por. Księga Nehemiasza 8,17 oraz 13,1).
Louis Bouyer tak ujął istotne elementy pierwszego zgromadzenia na Synaju:

Zgromadzenie, które Słowo zwołało, usłyszało uroczystą proklamację tego Słowa, przyniesionego temu zgromadzeniu jako jego kulminacja. Po proklamacji nastąpiła seria ściśle określonych modlitw uwielbienia, czci i zbiorowych próśb, zanoszonych po wspólnym przygotowaniu przez post i oczyszczenie. Następnie, w tak samo uroczysty sposób, Słowo zostało przyjęte i zaakceptowane przez ludzi. Akceptacja ta stanowiła dokładnie przymierze lub pakt między Bogiem a Jego ludem. Ale przymierze nie było uważane za ratyfikowane, dopóki nie doszło do zakończenia spotkania przez złożenie ofiary. W tej ofierze, faktycznie wykonując to, czego Boże Słowo formalnie wymagało od nich, ludzie zobowiązali się odnośnie do tego Słowa, a jednocześnie Słowo zostało przypieczętowane przez samego Boga.
Odtąd obowiązywało przymierze, którego fundamentem był jedynie sam Boży autorytet. Zakładał on wolną odpowiedź oraz posłuszną zgodę ludu. I przez cały ten proces został stworzony sam lud – uformowany jako lud, a więc już więcej niebędący zwykłym tłumem. A dokładniej, stał się Ludem Bożym dzięki, przez i dla Słowa Bożego.

Schemat ten w ciągu kolejnych wieków historii przeszedł proces uduchowienia. Proces ten przyspieszyło zburzenie Świątyni przez wojska Nabuchodonozora w 587 r., i samo wygnanie uniemożliwiające składanie ofiar. A następnie, po powrocie, pewne rozczarowanie nową odbudowaną Świątynią (por. Księga Aggeusza 2,3), niespełniającą oczekiwań rozbudzonych przez proroctwa Ezechiela o nowej Świątyni (por. Ez 40-44).

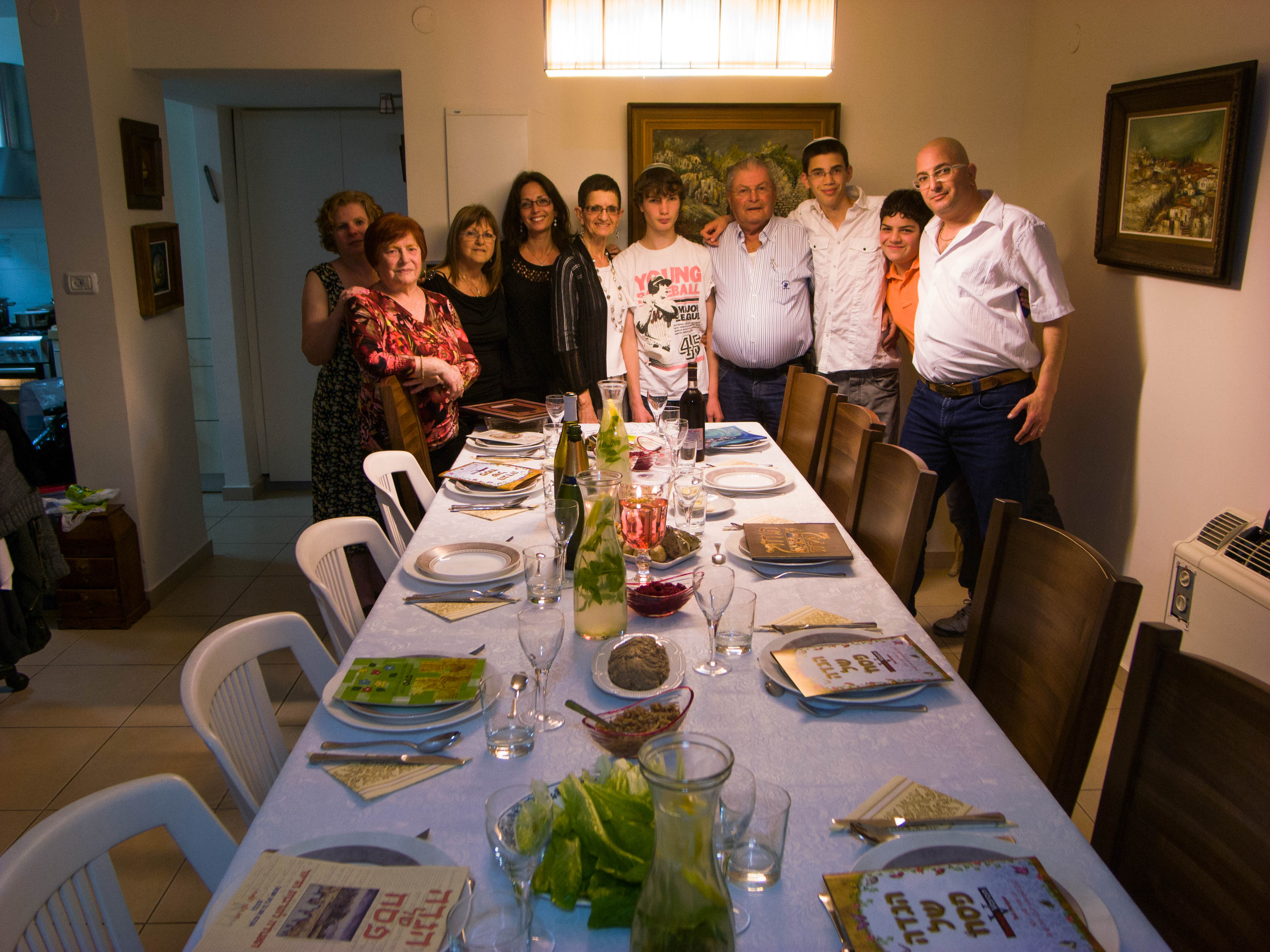
Liturgia domowa sederu paschalnego we współczesnej rodzinie Izraelskiej. Podstawowe obrzędy i błogosławieństwa z czasów Jezusa dotrwały do dziś w prawie niezmienionej postaci.

Doszedł do tego rozwój liturgii synagogalnej oraz liturgii sprawowanej w domach i w bractwach religijnych (haburot). Zbierały się one na uroczyste posiłki liturgiczne, mające charakter ofiary komunii (por. Kpł 3,1; 1 Krl 3,15; Lb 15,5). Rozpoczynały się obrzędem łamania chleba i wypiciem kielicha wina. Zawierały dziękczynne modlitwy błogosławieństw (berakot), m.in. dłuższe błogosławieństwo towarzyszące ostatniemu kielichowi wina, zwanemu stąd kielichem błogosławieństwa (por. 1 Kor 10,16). Składało się z dwóch części: dziękczynienia za pożywienie oraz za ziemię Izraela. Co do treści, obowiązywał ogólnie przyjęty schemat wraz z pewnymi typowymi wyrażeniami, które ci, którzy przewodniczyli posiłkom znali na pamięć. Pod warunkiem, że stosowali ów schemat i właściwe wyrażenia, mogli swobodnie komponować błogosławieństwo. Dodatki i warianty nie umniejszały świadomości bycia wiernym otrzymanej tradycji. Później, gdy przyszła potrzeba utrwalenia tych modlitw na piśmie, podstawową troską było to, by spisać sam schemat i towarzyszące wyrażenia, nie zaś szczegółowe wersje konkretnych błogosławieństw, kiedyś usłyszanych.

### Liturgia pierwszych wieków
Liturgia chrześcijańska ustanowiona przez Chrystusa, a następnie sprawowana przez Apostołów była wypełnieniem, zwieńczeniem tego długiego procesu uduchowienia liturgii Pierwszego Przymierza. Była nią oczywiście zwłaszcza Eucharystia zwana łamaniem chleba, sprawowana po raz pierwszy w czasie Ostatniej Wieczerzy. Opisane w Dziejach Apostolskich życie pierwotnego Kościoła ukazuje wszystkie elementy zawarte w pierwotnym, archetypicznym zgromadzeniu Izraela na Synaju:

Trwali oni w nauce Apostołów i we wspólnocie, w łamaniu chleba i w modlitwach (Dz 2,42).

Nauczanie apostolskie zwoływało Lud Boży, czyniąc z poszczególnych osób zgromadzenie, wspólnotę. Uobecniało ono nauczanie Jezusa Syna Bożego, Słowa Wcielonego, przez które w ostatnich dniach przemówił Bóg (por. Hbr 1,1). Zgromadzenie, podobnie jak w wyżej opisanych zgromadzeniach Izraela, nie tylko słuchało tego Słowa, ale przywoływało je poprzez modlitwy, które znało z synagog, a następnie powierzało się temu Słowu przez wielką Modlitwę Eucharystyczną przy łamaniu chleba. Ta modlitwa błogosławieństw (hebr. beracha) miała wszystkie cechy modlitw zanoszonych przez bractwa-haburot. Nową treść nadał jej sam Jezus poprzez zawarcie Nowego Przymierza w swojej krwi. Przymierze to Jezus proklamował będąc sam wcielonym, ostatecznym i w pełni doskonałym Słowem Boga.
Co do kształtu liturgii i treści modlitw błogosławieństw, Jezus modlił się w ten sam sposób, co inni Żydzi jego czasów, którzy przewodniczyli w czasie świątecznego posiłku. Używał formuł, które dyktował zwyczaj, a które były zgodne z linią wytyczoną przez tradycyjne modlitwy błogosławieństw. Dotyczy to także dłuższego błogosławieństwa przy ostatnim kielichu, zwanego „birkat ha-mazon”. Równocześnie jednak prawdopodobne jest, że w wolności właściwej swojej osobie, Jezus zaadaptował tę starożytną modlitwę, dając jej nową treść, związaną z Nowym Przymierzem w swojej krwi.

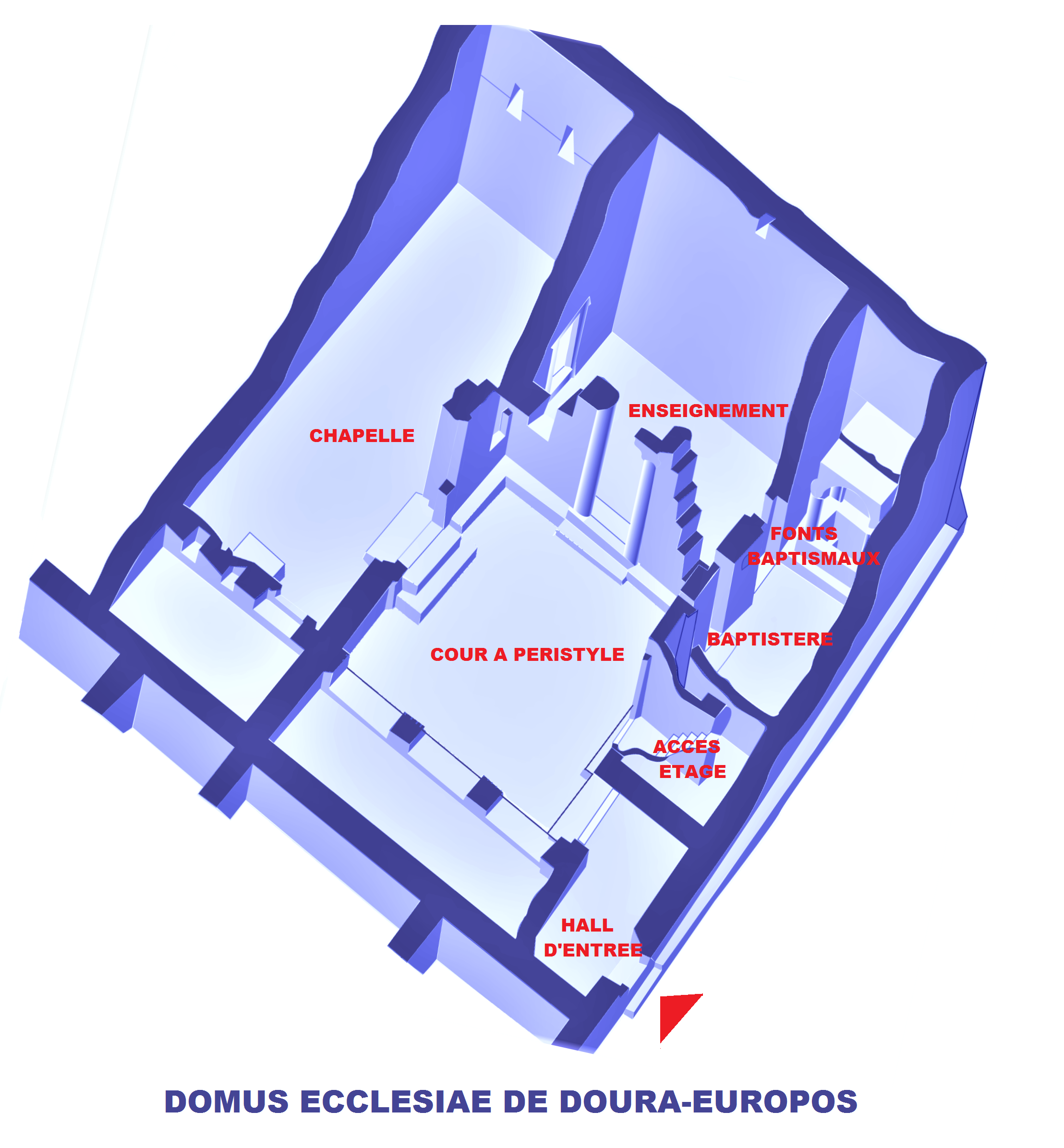
Schemat zachowanego Domus ecclesiae w Dura Europos w Syrii. W pomieszczeniu z lewej strony mieściła się kaplica, w środku wewnętrzne patio, z którego było wejście do pokoju nauczania, a po prawej stronie baptysterium.

Pierwszym językiem liturgii był prawdopodobnie aramejski. Liturgia odbywała się w domach, które z czasem zaczęto nazywać domus ecclesiae. Około 155 r. św. Justyn opisał bardzo szczegółowo jak wyglądało niedzielne zgromadzenie eucharystyczne chrześcijan. Miało dwie podstawowe części: liturgię słowa i liturgię eucharystii:

Czyta się wtedy pisma apostolskie lub prorockie, jak długo na to czas pozwala. Gdy lektor skończy, przewodniczący zabiera głos, upominając i zachęcając do naśladowania tych wzniosłych nauk.
(...) Po zakończeniu modlitw przekazujemy sobie nawzajem pocałunek pokoju. Z kolei bracia przynoszą przewodniczącemu chleb i kielich napełniony wodą zmieszaną z winem. Przewodniczący bierze je, wielbi Ojca wszechrzeczy przez imię Syna i Ducha Świętego oraz składa długie dziękczynienie (gr. eucharistia) za dary, jakich nam Bóg raczył udzielić. Modlitwy oraz dziękczynienie przewodniczącego kończy cały lud odpowiadając: Amen (Apologia 1,65; KKK 1345).

Jednym z pierwszych świadectw apostolskiej liturgii Eucharystii jest też Didache, z połowy II wieku.
W tym czasie, w pierwszych wiekach liturgii chrześcijańskiej nie było jeszcze ksiąg liturgicznych. Kontynuowano synagogalny zwyczaj tradycji (przekazu) ustnego modlitw. Gdy zaczęto spisywać je, naturalnie zrodziła się potrzeba kontroli poprawności treści. Tym bardziej, że pierwsze spisane formuły modlitw eucharystycznych zaczęły krążyć od kościoła do kościoła. Pod koniec IV wieku w Afryce wywołało to naturalną reakcję władz kościelnych. Synod, który zebrał się w 393 r. w Hipponie zalecił roztropność w tej kwestii:

Jeśli /jakiś prezbiter/ kopiuje dla siebie wzór z jakiegoś źródła z zewnątrz, nie może z niego korzystać, dopóki nie przedstawi go bardziej uczonym braciom.

Zobacz też:
- Chrzest#Chrzest w pierwszych wiekach Kościoła
- Eucharystia (sakrament)#Historia Eucharystii
- Architektura wczesnochrześcijańska

### Po edykcie mediolańskim
Po ogłoszeniu edyktu mediolańskiego (313) pozwolono na budowę kościołów, wprowadzono przepisy i księgi liturgiczne. W IV w. zaczyna się budować ogromne kościoły: bazyliki.
Nastąpiło potępienie jaskrawych nadużyć. Normy ustalały sobory, synody, papież i patriarchowie oraz biskupi danych terytoriów.
W tym okresie (IV w.) na zachodzie rozpoczął się proces zmiany języka liturgii z greki na łacinę.

### Średniowiecze (w tradycji zachodniej)
Po upadku cesarstwa zaczął się okres względnego chaosu w liturgii, oraz równoległego rozwoju różnych tradycji i rytów. Powstawały różne wersje tzw. libellus missae (kartki z modlitwami do odprawiania pojedynczych mszy) oraz sakramentarzy, do których dodawano nowe modlitwy. Pierwszym sakramentarzem był Sakramentarz gelazjański z V w.
Liturgia miała charakter polemiczny, uwidoczniony w konfliktach z intelektualizującymi nestorianami (potępieni w 431), pobożnymi monofizytami (potępieni w 451), oraz surowymi ikonoklastami (potępieni w 787).
W VII w. z inicjatywy Grzegorza Wielkiego powstał Sakramentarz Gregoriański oraz Antyfonarze. Powstał też chorał gregoriański oraz msza gregoriańska. Następował dalszy rozwój systemu ksiąg liturgicznych.
W tym okresie (VII w.) zaczął kształtować się rok liturgiczny. Np. Zaśnięcie NMP (Wniebowzięcie) do Rzymu przychodzi w VII w.
Wpływ na liturgię zaczęli mieć mnisi, jedni z największych intelektualistów tamtej epoki. Dzięki nim nastąpił rozwój liturgii godzin.
W VIII w. w Kościele istniało kilka rytów:
- ryt rzymski
- ryt mozarabski
- ryt gallikański
- ryt ambrozjański

Za czasów Karola Wielkiego (VIII-IX w.), w okresie tzw. renesansu karolińskiego, nastąpiły ważne zmiany dla liturgii:
- Ujednolicono pewne przepisy.
- Ściągnięto z Rzymu sakramentarze, nastąpiło upowszechnienie rytu rzymskiego.
- Liturgia stała bardziej sakralna, odmawiana po cichu, żeby lud nie słyszał wszystkich modlitw. Od tego czasu msza była mniej zrozumiała dla zwykłego ludu, bardzo często niepiśmiennego, który nie znał często podstawowych modlitw (np. Ojcze nasz). Z tego powodu nastąpiła teatralizacja mszy, pojawiły się gesty dla prostego ludu, np. liczne znaki krzyża, kadzidło.

Wpływ na rozwój liturgii w tamtym okresie miał Amalariusz z Metz.
Obyczaje liturgiczne rodziły się z 3 zasadniczych źródeł:
- Władza świecka, np. rękawice biskupów naśladują rycerskie; humerał symbolizuje nałożenie hełmu z czasów wypraw krzyżowych
- Obyczaje monastyczne (np. pastorał mieli opaci, z czasem przeszło to na biskupów)
- Liturgia kościoła

X w. to okres dekadencji w Europie, który dotknął także Kościół (Pornokracja). Nie wprowadzono ważniejszych zmian w liturgii. W tym czasie powstał Pontyfikał rzymsko-niemiecki, który stał się standardem celebracji dla biskupa. W wyjściu z kryzysu pomogła tzw. reforma kluniacka, fundamentalna dla odnowy liturgicznej.
Od XI w. nastąpił początek centralizacji liturgii, skupienie wokół Rzymu. Proces ten jednak trwał przez całe średniowiecze, a wzmocniły go zakony żebracze. Za Grzegorza VII próbowano oczyścić liturgię, zredukować teatralne gesty podczas Mszy.
Dopiero w XII w. nastąpiło rozgraniczenie między sakramentami a sakramentaliami.
W XII w. pojawia się gotyk w architekturze.
Od XIV w. niektóre używane mszały zaczęły zawierać ziarna herezji. Mszał z 1485 był bliski herezjom (np. zawierał wspomnienia świętych niekanonizowanych), dlatego szybko został wycofany.

### Czasy po soborze trydenckim (w tradycji zachodniej)
Treść tego artykułu może nie być zgodna z zasadami neutralnego punktu widzenia.
Dokładniejsze informacje o tym, co należy poprawić, być może znajdują się w dyskusji tego artykułu.
 Po wyeliminowaniu niedoskonałości należy usunąć szablon [[Szablon:Dopracować|]] z tego artykułu.
Sobór trydencki (1545-1563) miał silne tendencje anty-protestanckie:
- niemal zanegowanie tego, że msza ma aspekt uczty;
- zakaz używania języków narodowych;
- katolicy nie chcieli komunii pod 2 postaciami, żeby odróżnić się od protestantów.

Po soborze trydenckim (1545-1563) bullą Quo primum wprowadzono jednolity mszał z językiem łacińskim, który był używany aż do 1970.
W czasach posoborowych (XVI i XVII w.) wpływ na liturgię mieli jezuici. Niesamowicie podnieśli poziom kulturalny Europy. Mieli świetnych specjalistów od liturgii. Nastąpiło ciążenie ku liturgii dworskiej, teatralnej. Liturgia miała stanowić dobrą „propagandę” Kościoła. Tak narodził się barok.
Jezuici podkreślali że sakramenty są skuteczne ex opere operato, tzn. nie trzeba było rozumieć co się podczas nich dzieje. Jednak aby umożliwić wiernym głębszy udział w liturgii, sobór trydencki zachęcił ich do używania książeczek dla świeckich. W Polsce w XIX w. pojawił się mszalik Karola Miarki
W XVIII pojawiły się metody naukowe w liturgii, dające początek teologii liturgicznej. Duży wpływ na rozwój historii liturgii mieli Jean Mabillon i mauryści:
- początki metody krytycznej źródeł
- odkrycie roli tradycji

W tym okresie bollandyści porządkowali żywoty świętych.
Faktycznie jednak w XVIII w. następowało zeświecczenie liturgii. Msza coraz bardziej staje się dziełem sztuki, ale staje się coraz mniej mszą.
Po rewolucji francuskiej, w XIX i XX w. pojawiały się zjawiska przygotowujące Kościół do zmian II soboru watykańskiego:
- W XIX w. zapoczątkowany został przez Prospera Guéranger ruch liturgiczny
- Ruch oksfordzki odkrywał i pokazywał logikę zmian w liturgii.
- Na początku XX w. zainteresowanie liturgią starego chrześcijaństwa.
- Na początku XX w. Pius X zmniejszył wiek dzieci przystępujących do pierwszej komunii.
- Zaczęto prowadzić badania archeologiczne, które rzucały nowe światło na kulturę pierwszych chrześcijan.
- Następowało powolne odkrywanie na nowo greki w liturgii.
- W latach 20. ks. Romano Guardini wydał znamienną książkę Duch liturgii.
- W latach 60. widać było chęć otwarcia Kościoła na świat. Kard. Giovanni Battista Montini (późniejszy Paweł VI) pisał wówczas: „Niejedynym problemem liturgii jest to, że jest po łacinie”.

### II sobór watykański (w tradycji zachodniej)
Pierwszą konstytucją soboru był dokument Sacrosanctum concilium o liturgii. Kościół wyrażał w niej pragnienie, aby ludzie byli wdrażani do pełnego, świadomego i czynnego uczestnictwa w liturgii. Nowe zasady:
- Umożliwienie świeckim czytania Pisma świętego
- Publiczne sprawowanie mszy – msza wspólnotowa z natury.
- Dopuszczenie języków narodowych w liturgii.
- Dostosowanie liturgii do regionów (np. Afryki).
- Rozwój parafii i życia parafialnego.

Po soborze wprowadzono nowy Mszał Rzymski, używany z małymi zmianami aż do dziś.

## Ryty liturgiczne
Liturgie chrześcijańskie grupuje się w rodziny liturgiczne, związane z pięcioma ośrodkami starożytnego chrześcijaństwa:
- Patriarchat Antiochii – wschodnie i zachodnie liturgie syryjskie, do nich należy liturgia bizantyjska.
- Patriarchat Aleksandrii – liturgie koptyjskie i etiopskie
- Patriarchat Jerozolimski – liturgie jerozolimskie wywodzące się z tradycji antiocheńskiej (syryjskiej)
- Patriarchat Konstantynopola – rozwój liturgii bizantyjskiej, wywodzącej się z rodziny zachodnio-syryjskiej
- Patriarchat Rzymu - rodzina zachodnia z dominującą liturgią rzymską, oprócz niej: ambrozjańska (Mediolan), mozarabska (Hiszpania), Gallikańska (Francja). Ponadto istniały liturgie iro-szkockie (zastąpione zostały liturgią rzymską), liturgie monastyczne, np. kartuska, dominikańska, premonstratensów[17].

### Wschodnie rodziny liturgiczne
Liturgie Kościołów wschodnich wywodzą się przede wszystkim z dwóch kolebek: Syria (Antiochia) i Egipt (Aleksandria).

#### Rodzina syryjsko-antiocheńska
Liturgiczna rodzina syryjsko-antiocheńska ma swój początek w liturgii z IV w. opisanej w Konstytucjach apostolskich 2,57; 7,39-45; 8.5,11-15. Jej przedstawicielami byli Cyryl Jerozolimski oraz Teodor z Mopswestii. Z czasem powstały dwie gałęzie: zachodniosyryjska i wschodniosyryjska.

##### Rodzina liturgiczna zachodniosyryjska
W jej skład wchodzą ryty antiocheński właściwy; maronicki; bizantyjski i ormiański.

###### Liturgia antiocheńska
Liturgia ta (zarówno znana w swej odmianie syryjskiej, jak i jerozolimskiej) powstała w środowisku greckim i dopiero ok. V w. została przełożona na język syryjski. Pierwotnym dokumentem tej liturgii są „Konstytucje Apostolskie” z IV w., z której powstała jerozolimska liturgia św. Jakuba Apostoła (w języku aramejskim oraz greckim). W czasie wieków podlegała wpływom liturgii bizantyjskiej, zachowując jednak cechy własne. Do jej rodziny należą obrządki syryjski, jerozolimski (prawosławny), malankarski (w języku malajalam), jakobicki, jakobicko-prawosławny, jakobicko-unicki – w języku arabskim (w USA także w angielskim).

###### Liturgia maronicka
Liturgia w języku aramejskim; powstała w 675 na terenach Syrii i dzisiejszego Libanu wśród zwolenników św. Jana Marona – maronitów.

###### Liturgia bizantyjsko-grecka
Z reguły mimo niewielkich odmian dosyć jednolita. Ukształtowana w Konstantynopolu na podłożu liturgii syryjskiej (antiocheńskiej), wyodrębniła się na początku IV w. i stała się dominującą liturgią w świecie prawosławnym i greckokatolickim. Podstawowymi tekstami liturgicznymi są liturgie mszalne św. Bazylego Wielkiego i św. Jana Chryzostoma. Ewolucja liturgii bizantyjskiej zatrzymała się w XIV w., odkąd do dziś przetrwałą z bardzo niewielkimi zmianami. Główne obrządki (w wersji prawosławnej i katolickiej): bizantyjsko-grecki, bizantyjsko-słowiański (w jęz. staro-cerkiewno-słowiańskim), bizantyjsko-ukraiński, bizantyjsko-białoruski, bizantyjsko-rumuński, bizantyjsko-bułgarski, bizantyjsko-serbski, italo-bizantyjski, italo-albański (na Kalabrii i Sycylii), gruzińsko-bizantyjski, bizantyjsko-rosyjski starowierski, bizantyjsko-rosyjski reformowany oraz melchicki.

###### Liturgia ormiańska
Liturgia ta jest jedną z najstarszych sprawowanych liturgii na świecie. Jej aktualna postać jest (nie licząc zupełnie szczegółowych zmian) z VII w. Do jej rodziny należą obrządki gregoriańskie i gregoriańsko-katolickie.

##### Rodzina liturgiczna wschodniosyryjska
W jej skład wchodzą następujące ryty: nestoriański; chaldejski oraz malabarski.

###### Liturgia chaldejska
Obrządek chaldejski używa liturgii mszalnych w języku aramejskim: Addaja i Mariego, Teodora z Mopsuetii oraz Nestoriusza.

###### Liturgia malabarska
Rytu tego używa Autokefaliczny Kościół Malabarski; Syromalabarski Kościół katolicki.

#### Liturgia aleksandryjska
Liturgia ta zawiera kilka odmian (liturgia świętego Marka, liturgia Cyryla z Aleksandrii). Do jej rodziny należą obrządki grecki (wygasły), koptyjski (egipski) i etiopski (abisyński), dawniej używana także w innych Kościołach, jak np. melchicko-prawosławnym.

### Zachodnie rodziny liturgiczne

#### Liturgia afrykańska
Jako pierwsza liturgia łacińska, powstała w Kartaginie w pierwszej połowie II w. Znana jest tylko z rekonstrukcji na podstawie pisanych źródeł wczesnochrześcijańskich. Posiadała odmiany na najważniejsze święta (Pascha, Pięćdziesiątnica). Liturgia ta miała wielki wpływ na inne zachodnie liturgie, zwłaszcza rzymską, galijską i hiszpańską. Liturgia afrykańska zanikła w VI i VII w. ze względu na załamanie się chrześcijaństwa w Afryce.

#### Liturgia rzymska
Najstarszym tekstem liturgii rzymskiej jest Kanon św. Hipolita Rzymskiego. Początkowo w Rzymie językiem liturgicznym była greka, wypierana powoli przez łacinę. W tym okresie elementy liturgiczne były naznaczone improwizacją (działo się tak aż do IV w.). Reforma Grzegorza Wielkiego usankcjonowała podział na liturgię papieską i liturgię miejską. Wówczas zaczął funkcjonować liturgiczny kanon rzymski. Rozwój chrześcijaństwa na północ od Alp doprowadził do zaistnienia odmian liturgicznych, stanowiących adaptację liturgii rzymskiej do potrzeb Kościołów lokalnych (np. liturgia frankońsko-rzymska). W wiekach XIII i XIV powstają tendencje jednolicące elementy liturgiczne, m.in. przez pojawienie się mszału rzymskiego, oraz liturgii kurialnej rzymskiej. W XVI w., po reformacji, Sobór trydencki nakazał papiestwu odnowić liturgię, która to z niewielkimi zmianami dotrwała do II soboru watykańskiego, kiedy to liturgia rzymska została uproszczona oraz zaczęto odprawiać ją w językach narodowych, przełamując monopol łaciny.

#### Liturgia ambrozjańska
Liturgia Mediolanu tradycyjnie przypisywana św. Ambrożemu. Jej źródła tkwią w liturgiach wschodnich, jednak w średniowieczu silnie zbliżona do liturgii rzymskiej, zachowuje do dziś pewne elementy własne. Za przykład może tu posłużyć Adwent, który w tym rycie trwa 6 tygodni (w liturgii rzymskiej tylko 4), czy też inna struktura Liturgii Godzin. Pewne elementy przeszły z rytu mediolańskiego do rytu rzymskiego. Liturgia ambrozjańska używana jest w niektóre dni w archidiecezji mediolańskiej oraz w Szwajcarii włoskojęzycznej (kanton Ticino). Posiada własną bogatą tradycję śpiewu liturgicznego.

#### Liturgia galijska
Istniała w Galii i północnej Italii prawie do końca VIII w., zastąpiona później liturgią rzymską. Posiada swe źródła w liturgiach wschodu, jednak przejętych – jak się zdaje – za pośrednictwem Mediolanu i jego liturgii ambrozjańskiej. W samej Galii, niektóre odmiany wykazywały pewne wzajemne wpływy z liturgią hiszpańską. W drugiej połowie XX w. liturgia ta została zrekonstruowana i zaadaptowana na potrzeby francuskich wspólnot prawosławnych (podlegających patriarchatowi Rumunii).

#### Liturgia hiszpańska (mozarabska)
Liturgia pochodząca w dużej mierze z liturgii afrykańskiej istniała wśród chrześcijan żyjących w arabskiej Hiszpanii. Nacechowana pewnymi wpływami sztuki arabskiej (zwłaszcza w śpiewie liturgicznym). Zachowała pewne własne cechy nawet po rekonkwiście i rozpropagowaniu liturgii rzymskiej.

#### Liturgia celtycka (iroszkocka)
Wywodzi się niewątpliwie z liturgii galijskiej i wiąże się z działaniem misjonarzy na terenach ludów celtyckich (m.in. Patryk, Kolumban, Augustyn z Canterbury). Liturgia ta zanikła w wiekach X-XII, zastąpiona przez liturgię rzymską.

#### Liturgia z Sarum
Ryt powszechnie używany do połowy XVI wieku na Wyspach Brytyjskich. We wczesnym średniowieczu używano tam liturgii będącej mieszanką rytu celtyckiego i rzymskiego, ale po podboju normańskim w katedrze w Salisbury opracowano nowy, ujednolicony ryt liturgiczny który stał się z czasem głównym rytem Wysp Brytyjskich. Po schizmie angielskiej ryt sarum stał się podstawą porządku liturgicznego Modlitewnika powszechnego. Natomiast od połowy XIX wieku w efekcie Ruchu Oksfordzkiego w niektórych parafiach anglikańskich zaczęto stosować liturgię w tradycyjnym rycie sarum.

#### Liturgia bragańska
Powstał w VI w. z rytu rzymskiego oraz formuł miejscowych i został przyjęty przez Swebów. Obrządek ten zanikł w VII w zastąpiony liturgią mozarabską, a potem rzymską, lecz odrodził się w XII w. Obrządek ten, w przeciwieństwie do mozarabskiego, pozbawiony jest wschodnich naleciałości. Obecnie używany jest sporadycznie w archikatedrze w Bragdze.

#### Liturgia lyońska
Obrządek był jedną z pierwszych form liturgii rzymskiej. Przez wieki stopniowo ulegał on romanizacji lecz nie zaniknął. Po ujednoliceniu liturgii przez Sobór Trydencki, papież bullą Quo primum pozwolił arcybiskupstwu lyońskiemu na zachowanie własnego obrządku. Wyparł go dopiero w 1969 ryt rzymski w języku francuskim. Obecnie używany przez niektóre zakony na terenie archidiecezji.

#### Liturgia zairska
Ryt zairski powstał po II soborze watykańskim. Jest popularny w Afryce Środkowej od Madagaskaru po Burkina Faso. Charakteryzuje się włączaniem elementów kultury afrykańskiej takich jak taniec.

#### Liturgie monastyczne
Ryty monastyczne są używane przez zakony, np. benedyktyński, cysterski (do 1663, nieużywany od soboru trydenckiego), dominikański, karmelitański (używany m.in. w klasztorze św. Eliasza w Atibaia (stan São Paulo) w Brazylii), kartuski i norbertański (premonstrateński).

#### Obrządki miejscowe
- Ryt paryski – zniesiony w 1874 r.

### Liturgie Kościołów i wspólnot protestanckich
W wyniku Reformacji i jej krytyki katolicyzmu, poszczególne kościoły protestanckie stworzyły własne formy kultu, biorąc początek od Von Ordnung des Gottesdienstes in der Gemeinde Marcina Lutra z 1523, La forme des prieres et chants ecclesiastiques Kalwina (1542). W liturgiach protestanckich nacisk położony jest na prostotę i na czytanie biblijne. Od swego początku sprawowana w językach lokalnych, charakteryzuje się rozbudowaną homiletyką. Podczas tej liturgii dokonuje się spowiedź powszechna. Istnieje wiele odmian liturgicznych w protestantyzmie, niektóre są nacechowane sporą dozą improwizacji.